# ФК «Аматоре» (Відень) у сезоні 1920—1921
Сезон 1920/21 — 11-й сезон в історії «Аматоре», а також 10-й сезон підряд, котрий клуб провів у вищому дивізіоні австрійського футболу. В цьому сезоні клуб виграв перший трофей в своїй історії, став володарем Кубка Австрії.
Чемпіонат Австрії в цьому сезоні офіційно називався І клас.

## Склад команди
| № | Поз. | Нац.     | Гравець               |
| - | ---- | -------- | --------------------- |
|   | ВР   | Австрія  | Вальтер Йоахім        |
|   | ВР   | Австрія  | Франц Керндль         |
|   | ВР   | Австрія  | Вільгельм Майсль      |
|   | ЗХ   | Австрія  | Александер Попович    |
|   | ЗХ   | Австрія  | Альберт Гайкенвельдер |
|   | ЗХ   | Австрія  | Герман Гальденванг    |
|   | ЗХ   | Австрія  | Бенедикт Гоура        |
|   | ПЗ   | Австрія  | Карл Гаєр             |
|   | ПЗ   | Угорщина | Єне Конрад            |
|   | ПЗ   | Австрія  | Карл Курц             |
|   | ПЗ   | Австрія  | Віктор Левенфельд     |
|   | ПЗ   | Австрія  | Прайсс                |
|   | ПЗ   | Австрія  | Отто Фукс             |

| № | Поз. | Нац.     | Гравець             |
| - | ---- | -------- | ------------------- |
|   | ПЗ   | Австрія  | Гаузер              |
|   | ПЗ   | Австрія  | Франц Гельмрайх     |
|   | НП   | Австрія  | Франц Богнер        |
|   | НП   | Австрія  | Гуго Вецера         |
|   | НП   | Австрія  | Фрідріх Кек         |
|   | НП   | Угорщина | Кальман Конрад      |
|   | НП   | Австрія  | Вільгельм Морокутті |
|   | НП   | Австрія  | Фердинанд Сватош    |
|   | НП   | Австрія  | Йозеф Трінкль       |
|   | НП   | Австрія  | Франц Гансль        |
|   | НП   | Австрія  | Леопольд Гірш       |
|   | НП   | Австрія  | Людвіг Гуссак       |
|   | НП   | Австрія  | Йоганн Шмід         |

## Чемпіонат Австрії

### Матчі
Час початку матчів: центральноєвропейський (MEZ)
| 1 тур 8 вересня 1920                                                                                  | Аматоре        | 0:1        | Вінер АФ   | Відень                                       |  |
| 17:30                                                                                                 | Левенфельд 75' | (протокол) | Горейс 20' | Стадіон: Обер-Санкт-Файт Суддя: Йозеф Гаглер |  |
| Майсль, Попович, Гайкенвельдер, Курц, Левенфельд, Фукс, Трінкль, Гансль, К. Конрад, Е. Конрад, Гуссак |                |            |            |                                              |  |

| 2 тур 12 вересня 1920                                                                              | Вінер Шпорт-Клуб                     | 2:5        | Аматоре                                   | Відень                                                    |  |
| 17:00                                                                                              | Кангойзер 36' Л.Нойбауер 42' Бар 59' | (протокол) | К. Конрад 27' 39' Гансль 57' 77' Шмід 79' | Стадіон: Шпорт-Клуб-Плац Глядачі: 5000 Суддя: М. Берджесс |  |
| Майсль, Гайкенвельдер, Попович, Курц, Е. Конрад, Фукс, Морокутті, Трінкль, К. Конрад, Гансль, Шмід |                                      |            |                                           |                                                           |  |

| 3 тур 19 вересня 1920 | Аматоре                                                    | 4:0        | Вієнна | Відень                                       |  |
| 16:30 | Трінкль 24' 40' 52' Гайкенвельдер 75' К. Конрад 90' (пен.) | (протокол) |        | Стадіон: Обер-Санкт-Файт Суддя: Густав Шмідт |  |
| Аматоре: Майсль, Попович, Гайкенвельдер, Е. Конрад, Курц, Фукс, Морокутті, Трінкль, К. Конрад, Гансль, Шмід Вієнна: Шуберт — Блум, К.Тобіас — Вебер, Сойферт, Лонек –Треммель, Едельбахер, Паппенбергер, Фрітум, Екль |                                                            |            |        |                                              |  |

| 4 тур 3 жовтня 1920                                                                                      | Аматоре                      | 3:0        | Герта | Відень                                                       |  |
| 16:00 | Гансль 11' 79' К. Конрад 85' | (протокол) |       | Стадіон: Обер-Санкт-Файт Глядачі: 2000 Суддя: Давид Грюнбаум |  |
| Майсль, Попович, Левенфельд, Фукс, Е. Конрад, Гайкенвельдер, Морокутті, Трінкль, К. Конрад, Гансль, Шмід |                              |            |       |                                                              |  |

| 5 тур 10 жовтня 1920                                                                                     | Рудольфшюгель | 0:0        | Аматоре  | Відень                                                       |  |
| 15:00 | Моравец 70'   | (протокол) | Фукс 82' | Стадіон: Рудольфшюгель-Плац Глядачі: 5500 Суддя: Франц Комар |  |
| Майсль, Попович, Гайкенвельдер, Левенфельд, Е. Конрад, Фукс, Морокутті, Трінкль, К. Конрад, Гансль, Шмід |               |            |          |                                                              |  |

| 7 тур 24 жовтня 1920 | Рапід       | 1:0        | Аматоре       | Відень                                                     |  |
| 15:00 | Уріділь 41' | (протокол) | К. Конрад 60' | Стадіон: Пфаррвізе Глядачі: 10 000 Суддя: Альфред Пресслер |  |
| Рапід: Август Краупар — Вінценц Діттріх, Леопольд Ніч — Карл Клер, Йозеф Брандштеттер, Ганс Берон — Карл Вондрак, Йозеф Уріділь, Ріхард Кутан, Едуард Бауер, Гайнріх Кернер Аматоре: Вальтер Йокль — Александер Попович, Альберт Гейкенвельдер — Отто Фухс, Єне Конрад, Карл Курц — Вільгельм Морокутті, Йозеф Трінкль, Кальман Конрад, Франц Гансль, Алоїз Шмідт |             |            |               |                                                            |  |

| 8 тур 14 листопада 1920                                                                            | Аматоре                        | 5:1        | Ваккер                  | Відень                                      |  |
| 14:00                                                                                              | Кек 21' 47' 73' 89' Гансль 86' | (протокол) | Гайкенвельдер 58' (аг.) | Стадіон: Обер-Санкт-Файт Суддя: Франц Комар |  |
| Йоахім, Гайкенвельдер, Попович, Фукс, Гальденванг, Гаєр, Кек, Морокутті, К. Конрад, Гансль, Вецера |                                |            |                         |                                             |  |

| 9 тур 21 листопада 1920                                                                             | Вінер АК                   | 1:0        | Аматоре | Відень                                              |  |
| 14:00                                                                                               | Гофштеттер 39' Перцель 88' | (протокол) |         | Стадіон: ВАК-Плац Глядачі: 2000 Суддя: Густав Шмідт |  |
| Йоахім, Гальденванг, Гайкенвельдер, Фукс, Левенфельд, Гаєр, Кек, Трінкль, К. Конрад, Гансль, Вецера |                            |            |         |                                                     |  |

| 11 тур 5 грудня 1920 | Адміра (Відень) | 2:3        | Аматоре                                     | Відень                                                 |  |
| 14:00 | Кліма 15' 20'   | (протокол) | Морокутті 1' 90' Гансль 53' (пен.) Курц 81' | Стадіон: Адміра-Плац Глядачі: 1500 Суддя: Йозеф Гаглер |  |
| Адміра: Візер — Цігак, Воці — Ф.Бланка, Г.Бланка, Фюрлінгер — Й.Сколаут, Отт, Кліма, Вейгль, Фіала Аматоре: Йокль — Гальденванг, Гейкенвельдер — Фухс, Геєр, Курц — Кек, Морокутті, К.Конрад, Гайнсль, Вецера |                 |            |                                             |                                                        |  |

| 13 тур 8 грудня 1920                                                                        | Аматоре               | 2:1        | Хакоах (Відень) | Відень                                                 |  |
| 14:00                                                                                       | К. Конрад 15' Кек 65' | (протокол) | Шойер 40'       | Стадіон: Зіммерінг Глядачі: 8000 Суддя: Гайнріх Речурі |  |
| Йоахім, Попович, Гайкенвельдер, Фукс, Курц, Гаєр, Кек, Морокутті, К. Конрад, Гансль, Вецера |                       |            |                 |                                                        |  |

| 12 тур 12 грудня 1920                                                                       | Аматоре                                  | 5:2        | Флорідсдорфер           | Відень                                                      |  |
| 14:00                                                                                       | Гансль 46' 56' 72' Морокутті 61' Кек 63' | (протокол) | Їсда 30' Фукс 34' (аг.) | Стадіон: Обер-Санкт-Файт Глядачі: 1000 Суддя: Ганс Альбрехт |  |
| Йоахім, Попович, Гайкенвельдер, Фукс, Курц, Гаєр, Кек, Морокутті, К. Конрад, Гансль, Вецера |                                          |            |                         |                                                             |  |

| 6 тур 6 січня 1921                                                                          | Зіммерингер            | 2:3        | Аматоре                        | Відень                                               |  |
| 14:00                                                                                       | Гольцер 37' Бартль 58' | (протокол) | Гансль 48' (пен.) 75' Гаєр 77' | Стадіон: Зіммерінг Глядачі: 6000 Суддя: Густав Шмідт |  |
| Йоахім, Попович, Гайкенвельдер, Фукс, Е. Конрад, Курц, Вецера, Гансль, К. Конрад, Гаєр, Кек |                        |            |                                |                                                      |  |

| 14 тур 13 лютого 1921                                                                         | Флорідсдорфер                                       | 4:1        | Аматоре    | Відень                                                  |  |
| 15:00                                                                                         | Їсда 5' 72' (пен.) Ширль 42' Нойбауер 65' Вольф 80' | (протокол) | Гансль 90' | Стадіон: ФАК-Плац Глядачі: 4000 Суддя: Вільгельм Шмігер |  |
| Йоахім, Попович, Гайкенвельдер, Гаєр, Е. Конрад, Фукс, Вецера, Гансль, К. Конрад, Сватош, Кек |                                                     |            |            |                                                         |  |

| 15 тур 20 лютого 1921 | Вієнна | 0:6        | Аматоре                                  | Відень                                                |  |
| 15:00 |        | (протокол) | Гансль 18' 30' 75' 81' К. Конрад 38' 88' | Стадіон: ВАФ-Плац Глядачі: 2000 Суддя: Давид Грюнбаум |  |
| Вієнна: Койль — Блум, К.Тобіас — Штайнмюллер, Валлаух, Сойферт — Кужель, Треммель, Каргль, Екль Едельбахер Аматоре: Йокль — Попович, Гейкенвельдер — Фухс, Є.Конрад, Курц — Кек, Сватош, К.Конрад, Гансль, Шмід |        |            |                                          |                                                       |  |

| 16 тур 6 березня 1921                                                                          | Хакоах (Відень) | 1:0        | Аматоре | Відень                                               |  |
| 15:30                                                                                          | Діклер 44'      | (протокол) |         | Стадіон: ФАК-Плац Глядачі: 15 000 Суддя: М. Берджесс |  |
| Йоахім, Гайкенвельдер, Попович, Фукс, Левенфельд, Гаєр, Кек, Морокутті, Сватош, Гансль, Вецера |                 |            |         |                                                      |  |

| 17 тур 13 березня 1921                                                              | Аматоре                  | 2:0        | Вінер Шпорт-Клуб | Відень                                           |  |
| 15:30                                                                               | Морокутті 85' Сватош 88' | (протокол) |                  | Стадіон: Зіммерінг Глядачі: 4000 Суддя: Капперль |  |
| Йоахім, Гоура, Попович, Фукс, Е. Конрад, Гаєр, Кек, Морокутті, Гансль, Сватош, Шмід |                          |            |                  |                                                  |  |

| 18 тур 3 квітня 1921                                                                               | Ваккер   | 1:1        | Аматоре    | Відень                                                |  |
| 16:00                                                                                              | Вана 31' | (протокол) | Гансль 60' | Стадіон: Ваккер-Плац Глядачі: 4000 Суддя: Франц Комар |  |
| Керндль, Гайкенвельдер, Попович, Фукс, Е. Конрад, Левенфельд, Кек, Морокутті, Сватош, Гаєр, Гансль |          |            |            |                                                       |  |

| 19 тур 10 квітня 1921                                                                              | Вінер АФ                           | 2:3        | Аматоре                      | Відень                                                  |  |
| 16:00                                                                                              | Шебінгер 33' 87' (пен.) Квітек 17' | (протокол) | К. Конрад 10' 44' Гансль 15' | Стадіон: ВАФ-Плац Глядачі: 3000 Суддя: Альфред Пресслер |  |
| Йоахім, Гайкенвельдер, Попович, Гельмрайх, Е. Конрад, Гаєр, Кек, Сватош, К. Конрад, Гансль, Вецера |                                    |            |                              |                                                         |  |

| 23 тур 22 травня 1921                                                                                  | Герта                 | 2:2        | Аматоре           | Відень                                                 |  |
| 17:00                                                                                                  | Кумба 43' Гільбер 60' | (протокол) | К. Конрад 30' 49' | Стадіон: Герта-Плац Глядачі: 6000 Суддя: Ганс Альбрехт |  |
| Керндль, Попович, Гайкенвельдер, Гельмрайх, Е. Конрад, Гаєр, Кек, Морокутті, К. Конрад, Гансль, Вецера |                       |            |                   |                                                        |  |

| 25 тур 4 червня 1921                                                                                 | Аматоре                                                                  | 10:1       | Зіммерингер | Відень                                              |  |
| 17:00                                                                                                | Гансль 9' 55' К. Конрад 30' 42' 60' 82' 90' Морокутті 63' 75' Вецера 72' | (протокол) | Малий 17'   | Стадіон: Зіммерінг Глядачі: 1500 Суддя: Франц Комар |  |
| Йоахім, Гальденванг, Гайкенвельдер, Фукс, Е. Конрад, Гаєр, Кек, Морокутті, К. Конрад, Гансль, Вецера |                                                                          |            |             |                                                     |  |

| 22 тур 8 червня 1921                                                                             | Аматоре                                         | 5:3        | Вінер АК                   | Відень                                                 |  |
| 18:00                                                                                            | Гансль 10' 39' Морокутті 27' Кек 44' Вецера 70' | (протокол) | Нойман 11' 32' Цеберер 79' | Стадіон: ВАК-Плац Глядачі: 7000 Суддя: Макс Райгсфельд |  |
| Йоахім, Попович, Гайкенвельдер, Фукс, Е. Конрад, Гаєр, Кек, Морокутті, К. Конрад, Гансль, Вецера |                                                 |            |                            |                                                        |  |

| 26 тур 12 червня 1921                                                                             | Аматоре           | 2:1        | Рудольфшюгель | Відень                                         |  |
| 17:30                                                                                             | К. Конрад 46' 49' | (протокол) | Нечас 33'     | Стадіон: Зіммерінг Глядачі: 2000 Суддя: Коцени |  |
| Керндль, Гайкенвельдер, Попович, Гельмрайх, Прайсс, Гаєр, Шмід, Сватош, К. Конрад, Гансль, Вецера |                   |            |               |                                                |  |

| 21 тур 19 червня 1921 | Аматоре                             | 3:1        | Адміра (Відень) | Відень                                                |  |
| 17:45 | К. Конрад 51' (пен.) 83' Сватош 78' | (протокол) | Фіала 29'       | Стадіон: Зіммерінг Глядачі: 4000 Суддя: Адольф Кінцль |  |
| Аматоре: Йокль — Попович, Гейкенвельдер — Гельмарейх, Є.Конрад, Геєр — Морокутті, Сватош, К.Конрад, Гайнсль, Вецера Адміра: Візер — Цігак, Воці — Фюрлінгер, Кох, Вейгль — Й.Сколаут, Отт, Паганотто, Г.Сколаут, Фіала |                                     |            |                 |                                                       |  |

| 20 тур 29 червня 1921 | Аматоре       | 1:1        | Рапід       | Відень                                                |  |
| 17:45 | К. Конрад 31' | (протокол) | Уріділь 71' | Стадіон: Зіммерінг Глядачі: 25 000 Суддя: Франц Комар |  |
| Аматоре: Вальтер Йокль — Александер Попович, Альберт Гейкенвельдер — Карл Геєр, Єне Конрад, Отто Фухс — Гуго Вецера, Франц Гансль, Кальман Конрад, Вільгельм Морокутті, Фрідріх Кек Рапід: Август Краупар — Вінценц Діттріх, Леопольд Ніч — Карл Клер, Йозеф Брандштеттер, Ганс Берон — Карл Вондрак, Йозеф Уріділь, Ріхард Кутан, Едуард Бауер, Гайнріх Кернер |               |            |             |                                                       |  |

### Підсумкова турнірна таблиця
|    | Клуб             | І  | В  | Н | П  | МЗ | МП | Очк |
| -- | ---------------- | -- | -- | - | -- | -- | -- | --- |
| 1  | Рапід (Відень)   | 24 | 17 | 6 | 1  | 86 | 39 | 40  |
| 2  | Аматоре          | 24 | 15 | 4 | 5  | 66 | 30 | 34  |
| 3  | Рудольфшюгель    | 24 | 9  | 8 | 7  | 44 | 41 | 26  |
| 4  | Хакоах (Відень)  | 24 | 9  | 6 | 9  | 34 | 28 | 24  |
| 5  | Герта (Відень)   | 24 | 8  | 8 | 8  | 44 | 41 | 24  |
| 6  | Вінер АФ         | 24 | 8  | 8 | 8  | 37 | 36 | 24  |
| 7  | Вінер Шпорт-Клуб | 24 | 8  | 6 | 10 | 41 | 42 | 22  |
| 8  | Флорідсдорфер    | 24 | 7  | 8 | 9  | 44 | 47 | 22  |
| 9  | Зіммерингер      | 24 | 8  | 5 | 11 | 38 | 56 | 21  |
| 10 | Ферст Вієнна     | 24 | 7  | 7 | 10 | 33 | 47 | 21  |
| 11 | Ваккер (Відень)  | 24 | 6  | 8 | 10 | 27 | 41 | 20  |
| 12 | Адміра (Відень)  | 24 | 6  | 5 | 13 | 40 | 56 | 17  |
| 13 | Вінер АК         | 24 | 6  | 5 | 13 | 37 | 67 | 17  |

## Кубок Австрії
| 1 раунд 27.02.1920 | «Рапід»           | 3:3      | «Аматоре»              | Відень                               |  |
| | Вітка Кутан Бауер | протокол | Гансль К.Конрад Святош | Стадіон: «Пфаррвізе» Глядачі: 15 000 |  |
| Рапід: Август Краупар — Вінценц Діттріх, Леопольд Ніч — Карл Клер, Йозеф Брандштеттер, Леопольд Грунвальд — Карл Вондрак, Лепольд Вітка, Йозеф Уріділь, Ріхард Кутан, Едуард Бауер Аматоре: Вальтер Йокль — Александер Попович, Альберт Гейкенвельдер, — Карл Гаєр, Єне Конрад, Отто Фухс — Вільгельм Морокутті, Кальман Конрад, Франц Гансль, Фердінанд Сватош, Фрідріх Кек |                   |          |                        |                                      |  |

| 1 раунд, перегравання 9.03.1920 | «Рапід»  | 1:2      | «Аматоре»               | Відень                               |  |
| | Кутан 8' | протокол | 7' Гансль 48' Морокутті | Стадіон: «Пфаррвізе» Глядачі: 12 000 |  |
| Рапід: Антон Буйноч — Вінценц Діттріх, Штефан Зудріч — Карл Клер, Йозеф Брандштеттер, Леопольд Ніч — Карл Вондрак, Йозеф Уріділь, Ріхард Кутан, Лепольд Вітка, Фердинанд Весели Аматоре: Вальтер Йокль — Александер Попович, Альберт Гейкенвельдер, — Карл Гаєр, Єне Конрад, Отто Фухс — Вільгельм Морокутті, Богнер, Франц Гансль, Фердінанд Сватош, Фрідріх Кек |          |          |                         |                                      |  |

| 1/8 фіналу 20.03.1921                                                                                        | «Донауштадт» | 1:2        | «Аматоре»                | Відень                                           |  |
| | Фухс 90'     | (протокол) | 35' Сватош 60' Морокутті | Стадіон: «Штрасенбанерплац» Суддя: Адольф Кінзль |  |
| Аматоре: Йокль — Попович, Гейкенвельдер — Фухс, Є.Конрад, Льовенфельд — Кек, Морокутті, Сватош, Гансль, Гірш |              |            |                          |                                                  |  |

| 1/4 фіналу 26.05.1921                                                                                   | «Донауштадт» | 0:2        | «Аматоре»                | Відень                                 |  |
| |              | (протокол) | 26' Гансль 65' Морокутті | Стадіон: ВАФ-Плац Суддя: Франц Бальцер |  |
| Аматоре: Йокль — Попович, Гейкенвельдер — Фухс, Є.Конрад, Гаєр — Кек, Сватош, Гансль, Морокутті, Вецера |              |            |                          |                                        |  |

| 1/2 26.06.1921 | Аматоре                         | 3:1        | Ферст Вієнна | Відень                                                 |  |
| | Гансль 2' Сватош 50' Вечера 69' | (протокол) | 20' Фрітум   | Стадіон: Гоге Варте Глядачі: 25 000 Суддя: Франц Комар |  |
| Аматере: Йокль — Попович, Гейкенвельдер — Фухс, Є.Конрад, Геєр — Кек, Сватош, К.Конрад, Гансль, Вечера Вієнна: Прогазка — Тобіас, Блум — Курц, Чренка, Вебер — Кужель, Треммель, Фрітум, Сойферт, Єкль |                                 |            |              |                                                        |  |

| фінал 10.07.1921 | «Аматоре»             | 2:1        | «Вінер Шпорт-Клуб» | Відень                                                      |  |
| | Гансль 30' Сватош 31' | (протокол) | 67' (пен.) Баар    | Стадіон: «Гоге Варте» Глядачі: 15 000 Суддя: Давід Грюнбаум |  |
| Аматоре: Майсль — Гейкенвельдер, Попович — Фухс, Є.Конрад, Гаєр — Кек, Сватош, К.Конрад, Гансль, Вецера, тренер: Пройсс Вінер: Е.Кангаузер — Беєр, Тойфель — Планк, Ловак, Баар — Нетука, Гергет, К.Кангаузер, Й.Кангаузер, Гебіш, тренер: Шмігер |                       |            |                    |                                                             |  |

## Товариські матчі
| Товариський матч 6 липня 1920                                                                            | МТК                    | 3:2        | Аматоре                    | Цюрих         |  |
| | Мольнар 1' Вінклер 52' | (протокол) | Сватош К. Конрад ?' (пен.) | Глядачі: 7000 |  |
| Йоахім, Попович, Левенфельд, Фукс, Гайкенвельдер, Курц, Кек, Фердинанд Сватош, К. Конрад, Гансль, Вецера |                        |            |                            |               |  |

| Товариський матч 10 липня 1920                                         | Цюрих                             | 5:3        | Аматоре              | Цюрих                             |  |
|                                                                        | невідомо Губер невідомо ?' (пен.) | (протокол) | Морокутті 37' Гансль | Глядачі: 5000 Суддя: Ласло Балінт |  |
| Гайкенвельдер, Левенфельд, Курц, Фукс, Морокутті, К. Конрад, Гансль... |                                   |            |                      |                                   |  |

| Товариський матч 11 липня 1920  | Цюрих    | 1:7        | Аматоре                                         | Цюрих         |  |
|                                 | невідомо | (протокол) | невідомо 5' невідомо К. Конрад Гансль Є. Конрад | Глядачі: 5000 |  |
| Е. Конрад, К. Конрад, Гансль... |          |            |                                                 |               |  |

| Товариський матч 15 липня 1920   | Збірна Люцерна | 2:3        | Аматоре                   | Люцерн |  |
|                                  | невідомо       | (протокол) | невідомо Гансль Є. Конрад |        |  |
| Фукс, Е. Конрад, Курц, Гансль... |                |            |                           |        |  |

| Товариський матч 16 липня 1920                                                                  | Нордштерн (Базель) | 0:5        | Аматоре                         | Базель                               |  |
| 17:00                                                                                           |                    | (протокол) | Гансль 5' 13' невідомо ?' (аг.) | Стадіон: Ландхоф Суддя: Ласло Балінт |  |
| Йоахім, Гайкенвельдер, Левенфельд, Е. Конрад, Кек, Фердинанд Сватош, К. Конрад, Гансль, Шмід... |                    |            |                                 |                                      |  |

| Товариський матч 18 липня 1920                                                                             | Базель | 1:3        | Аматоре                                    | Базель                               |  |
| 16:30 | Немеш  | (протокол) | К. Конрад 30' невідомо ?' (аг.) Гансль 76' | Стадіон: Ландгоф Суддя: Ласло Балінт |  |
| Йоахім, Гайкенвельдер, Левенфельд, Фукс, Е. Конрад, Курц, Кек, Фердинанд Сватош, К. Конрад, Гансль, Вецера |        |            |                                            |                                      |  |

| Товариський матч 20 липня 1920 | Біль-Б'єнн | 1:3 | Аматоре  | Біль |  |
|                                | невідомо   |     | невідомо |      |  |
| ...                            |            |     |          |      |  |

| Товариський матч 24 липня 1920 | Біль-Б’єнн | 0:4 | Аматоре  | Біль |  |
|                                |            |     | невідомо |      |  |
| ...                            |            |     |          |      |  |

| Товариський матч 25 липня 1920 | Збірна Берна | 0:1        | Аматоре  | Берн |  |
|                                |              | (протокол) | невідомо |      |  |
| ...                            |              |            |          |      |  |

| Товариський матч 28 липня 1920 | Біль-Б'єнн | 0:1        | Аматоре   | Біль |  |
|                                |            | (протокол) | К. Конрад |      |  |
| К. Конрад...                   |            |            |           |      |  |

| Товариський матч 29 липня 1920                                                           | Берн           | 2:4        | Аматоре                               | Берн          |  |
|                                                                                          | Вайс 11' Галлі | (протокол) | Гансль 41' Гаєр 78' невідомо ?' (аг.) | Глядачі: 2000 |  |
| Йоахім, Гальденванг, Попович, Фукс, Левенфельд, Курц, Кек, Гаєр, Гансль, Морокутті, Шмід |                |            |                                       |               |  |

| Товариський матч 30 липня 1920                                                            | Янг Бойз | 0:3        | Аматоре                            | Берн               |  |
|                                                                                           |          | (протокол) | Гансль 1' К. Конрад 11' Сватош 80' | Суддя: Айхенбергер |  |
| Йоахім, Фукс, Попович, Курц, Е. Конрад, Кек, Фердинанд Сватош, К. Конрад, Гансль, Шмід... |          |            |                                    |                    |  |

| Товариський матч 29 серпня 1920         | П'єштяни | 4:5        | Аматоре         | П'єштяни           |  |
|                                         | невідомо | (протокол) | невідомо Гуссак | Суддя: Франц Комар |  |
| Майсль, Е. Конрад, К. Конрад, Гуссак... |          |            |                 |                    |  |

| Товариський матч 5 вересня 1920                                                     | Аматоре                    | 3:0        | Нідерланди | Відень                                 |  |
| 17:00                                                                               | Трінкль 60' 61' Гуссак 89' | (протокол) |            | Стадіон: Зіммерінг Суддя: Густав Шмідт |  |
| Майсль, Левенфельд, Попович, Е. Конрад, Гуссак, Трінкль, К. Конрад, Гансль, Шмід... |                            |            |            |                                        |  |

| Товариський матч 25 вересня 1920 | Аматоре  | 10:1       | Збірна ВСВ | Відень                   |  |
| 16:00                            | невідомо | (протокол) | невідомо   | Стадіон: Обер-Санкт-Файт |  |
| ...                              |          |            |            |                          |  |

| Товариський матч 31 жовтня 1920           | МТК      | 1:1        | Аматоре    | Будапешт           |  |
|                                           | Карой 5' | (протокол) | Гансль 70' | Суддя: Імре Вертес |  |
| Йоахім, Гальденванг, Гаєр, Кек, Гансль... |          |            |            |                    |  |

| Товариський матч 7 листопада 1920                                                                   | Аматоре | 0:3      | Вінер АФ                  | Відень                                        |  |
| 14:00                                                                                               |         | Протокол | Горейс 44' 54' 64' (пен.) | Стадіон: ВАК-Плац Глядачі: 1500 Суддя: Вагнер |  |
| Йоахім, Трінкль, Гальденванг, Гаєр, Е. Конрад, Гельмрайх, Кек, Морокутті, К. Конрад, Гансль, Вецера |         |          |                           |                                               |  |

| Товариський матч 28 листопада 1920 | ПТЕ      | 1:7        | Аматоре  | Братислава |  |
|                                    | невідомо | (протокол) | невідомо |            |  |
| ...                                |          |            |          |            |  |

| Товариський матч 1 січня 1921                                                                | Мілан                                   | 4:6               | Аматоре                                                   | Мілан                                                   |  |
|                                                                                              | Беллоліо 47' Варезе 71' Моранді 83' 86' | (протокол) (звіт) | Гансль 7' 27' 55' Сватош 24' К. Конрад 73' (пен.) Кек 88' | Стадіон: В'яле Ломбардія Глядачі: 10 000 Суддя: Варіско |  |
| Керндль, Гайкенвельдер, Попович, Фукс, Е. Конрад, Курц, Кек, Сватош, К. Конрад, Гансль, Шмід |                                         |                   |                                                           |                                                         |  |

| Товариський матч 2 січня 1921                                                                | Міланезе | 0:5               | Аматоре                                               | Мілан                                                      |  |
| 14:40                                                                                        |          | (протокол) (звіт) | Сватош 11' 26' Є. Конрад 40' Гансль 75' К. Конрад 85' | Стадіон: Велодром Семпйоне Глядачі: 15 000 Суддя: Кривеллі |  |
| Керндль, Гайкенвельдер, Попович, Гаєр, Е. Конрад, Курц, Кек, Сватош, К. Конрад, Гансль, Шмід |          |                   |                                                       |                                                            |  |

| Товариський матч 6 січня 1921                                                                | Алессандрія/Казале | 1:1               | Аматоре    | Алессандрія                     |  |
| 15:00                                                                                        | Папа 62'           | (звіт) (протокол) | Сватош 29' | Глядачі: 10 000 Суддя: Момбеллі |  |
| Керндль, Попович, Гайкенвельдер, Фукс, Е. Конрад, Курц, Кек, Сватош, К. Конрад, Гансль, Шмід |                    |                   |            |                                 |  |

| Товариський матч 9 січня 1921                                                                    | Венеція | 0:6        | Аматоре                 | Венеція                                         |  |
|                                                                                                  |         | (протокол) | Гансль Сватош К. Конрад | Стадіон: Сант-Єлена Глядачі: 5000 Суддя: Маффеї |  |
| Богнер, Гайкенвельдер, Попович, Гаєр, Е. Конрад, Курц, Кек, Сватош, К. Конрад, Гансль, Морокутті |         |            |                         |                                                 |  |

| Товариський матч 2 лютого 1921                                                         | Аматоре                           | 14:0     | Карл Маркс | Відень                   |  |
| 15:00                                                                                  | Морокутті Сватош Кек Гірш Попович | Протокол |            | Стадіон: Обер-Санкт-Файт |  |
| Керндль, Попович, Гоура, Гельмрайх, Гаєр, Гаузер, Кек, Морокутті, Сватош, Хирш, Вецера |                                   |          |            |                          |  |

| Товариський матч 28 березня 1921                                                            | Аматоре            | 5:3        | Фенікс (Карлсруе)    | Відень                                   |  |
| 16:00                                                                                       | Сватош 20' 60' 65' | (протокол) | Райзер 10' Шварцкопф | Стадіон: Зіммерінг Суддя: Гайнріх Речурі |  |
| Йоахім, Левенфельд, Гоура, Гельмрайх, Е. Конрад, Фукс, Кек, Морокутті, Сватош, Гаєр, Вецера |                    |            |                      |                                          |  |

| Товариський матч 30 квітня 1921 | Брюннер Аматер | 0:5        | Аматоре                              | Брно |  |
|                                 |                | (протокол) | К. Конрад Морокутті Гансль ?' (пен.) |      |  |
| Морокутті, К. Конрад, Гансль... |                |            |                                      |      |  |

| Товариський матч 1 травня 1921 | Маккабі (Брно) | 0:1        | Аматоре | Брно                           |  |
|                                |                | (протокол) | Кек 51' | Стадіон: Маккабі Глядачі: 5000 |  |
| Кек...                         |                |            |         |                                |  |

| Товариський матч 5 травня 1921 | МТК (Братислава) | 1:9 | Аматоре  | Братислава |  |
|                                | невідомо         |     | невідомо |            |  |
| ...                            |                  |     |          |            |  |

| Товариський матч 15 травня 1921 | Тепліцер       | 3:0        | Аматоре | Теплиці                   |  |
|                                 | Габерштро Дума | (протокол) |         | Глядачі: 8000 Суддя: Ульм |  |
| Гайкенвельдер...                |                |            |         |                           |  |

| Товариський матч 16 травня 1921                   | Дрезднер | 1:6        | Аматоре                    | Дрезден       |  |
|                                                   | Герцог   | (протокол) | Морокутті К. Конрад Гансль | Суддя: Кімаєр |  |
| Гоура, Гельмрайх, Морокутті, К. Конрад, Гансль... |          |            |                            |               |  |

| Товариський матч 28 травня 1921                                                                    | Аматоре                | 2:1        | МТК        | Відень                                                   |  |
| 16:30                                                                                              | К. Конрад 1' Вецера 7' | (протокол) | Кертес 75' | Стадіон: Зіммерінг Глядачі: 15 000 Суддя: Гайнріх Речурі |  |
| Йоахім, Попович, Гайкенвельдер, Гельмрайх, Е. Конрад, Гаєр, Кек, Сватош, К. Конрад, Гансль, Вецера |                        |            |            |                                                          |  |

## Статистика гравців
| Поз. | Гравець               | Ліга  | Ліга | Кубок Австрії | Кубок Австрії | Всього | Всього |
| Поз. | Гравець               | Матчі | Голи | Матчі         | Голи          | Матчі  | Голи   |
| ---- | --------------------- | ----- | ---- | ------------- | ------------- | ------ | ------ |
| Вр   | Вальтер Йоахім        | 16    | –23  | 5             | –6            | 21     | –29    |
| Вр   | Франц Керндль         | 3     | –4   | 0             | 0             | 3      | –4     |
| Вр   | Вільгельм Майсль      | 5     | –3   | 1             | –1            | 6      | –4     |
| Зах  | Александер Попович    | 21    | 0    | 6             | 0             | 27     | 0      |
| Зах  | Альберт Гайкенвельдер | 23    | 0    | 6             | 0             | 29     | 0      |
| Зах  | Герман Гальденванг    | 4     | 0    | 0             | 0             | 4      | 0      |
| Зах  | Бенедикт Гоура        | 1     | 0    | 0             | 0             | 1      | 0      |
| ПЗ   | Карл Гаєр             | 18    | 1    | 5             | 0             | 23     | 1      |
| ПЗ   | Єне Конрад            | 17    | 0    | 6             | 0             | 23     | 0      |
| ПЗ   | Карл Курц             | 8     | 0    | 0             | 0             | 8      | 0      |
| ПЗ   | Віктор Левенфельд     | 6     | 0    | 1             | 0             | 7      | 0      |
| ПЗ   | Прайсс                | 1     | 0    | 0             | 0             | 1      | 0      |
| ПЗ   | Отто Фукс             | 20    | 0    | 6             | 0             | 26     | 0      |
| ПЗ   | Франц Гельмрайх       | 4     | 0    | 0             | 0             | 4      | 0      |
| Нап  | Франц Богнер          | 0     | 0    | 1             | 0             | 1      | 0      |
| Нап  | Гуго Вецера           | 15    | 2    | 3             | 1             | 18     | 3      |
| Нап  | Фрідріх Кек           | 16    | 7    | 6             | 0             | 22     | 7      |
| Нап  | Кальман Конрад        | 21    | 21   | 3             | 1             | 24     | 22     |
| Нап  | Вільгельм Морокутті   | 17    | 7    | 4             | 3             | 21     | 10     |
| Нап  | Фердинанд Сватош      | 8     | 2    | 6             | 4             | 14     | 6      |
| Нап  | Йозеф Трінкль         | 7     | 3    | 0             | 0             | 7      | 3      |
| Нап  | Франц Гансль          | 24    | 22   | 6             | 5             | 30     | 27     |
| Нап  | Леопольд Гірш         | 0     | 0    | 1             | 0             | 1      | 0      |
| Нап  | Людвіг Гуссак         | 1     | 0    | 0             | 0             | 1      | 0      |
| Нап  | Йоганн Шмід           | 8     | 1    | 0             | 0             | 8      | 1      |